# Bahnhof Timișoara Nord

Das zweite Bahnhofsgebäude, fertiggestellt 1899

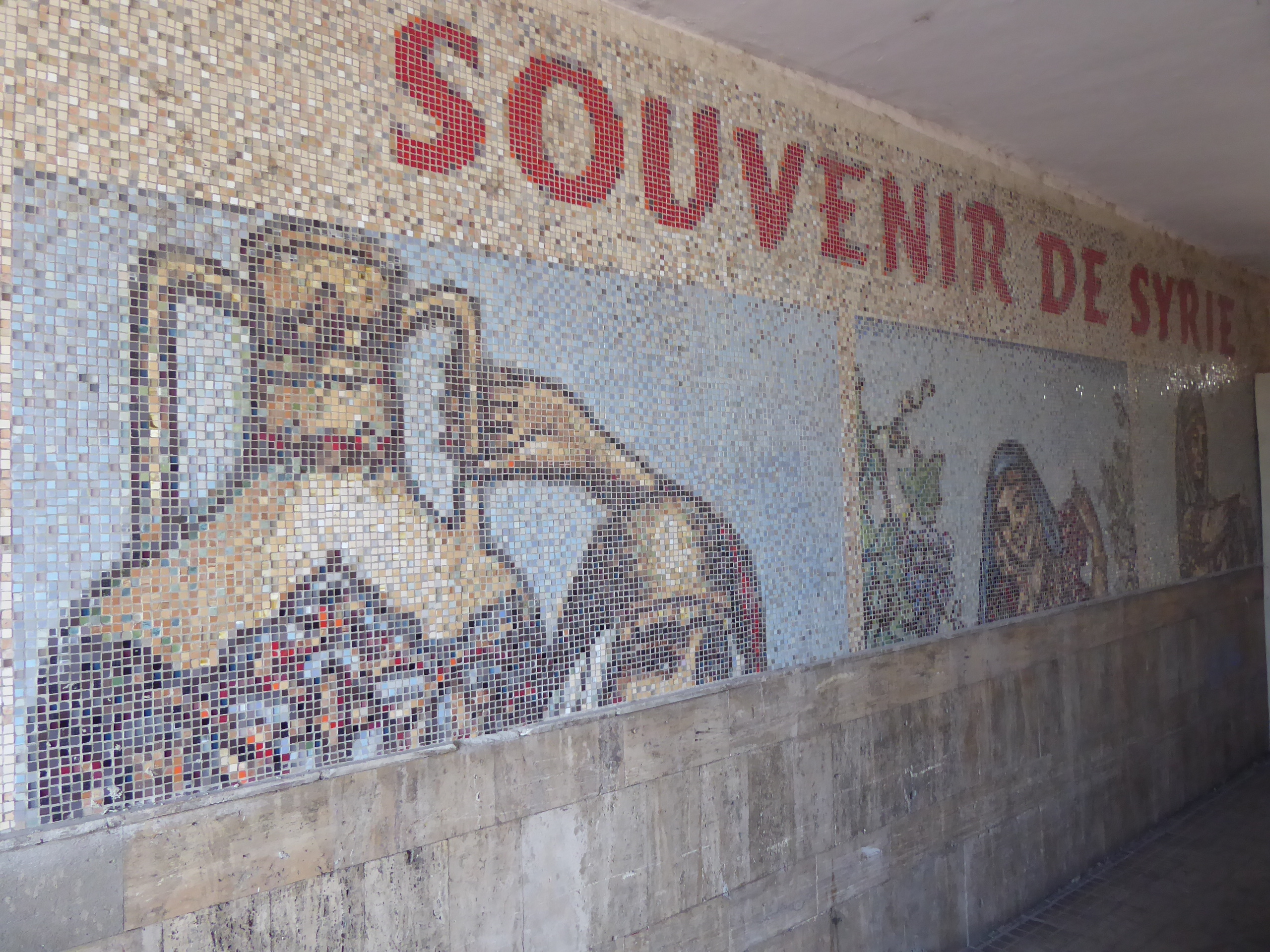
Dan Acostioaei: Souvenir de Syrie, 2019, im Durchgang zum Postbüro

Der Bahnhof Timișoara Nord (rumänisch Gara Timișoara Nord) ist der wichtigste Bahnhof der rumänischen Stadt Timișoara. Er liegt im Nordwesten der Stadt, an der Piața Gării. Auf diese wiederum laufen sternförmig die Strada Gării, die Strada General Ion Dragalina und der Bulevardul Republicii zu. Die Gleisanlagen und das Empfangsgebäude liegen im V. Bezirk Mehala, die Grenze zum IV. Bezirk Iosefin verläuft jedoch direkt auf dem Bahnhofsvorplatz. Der Bahnhof ist etwa eineinhalb Kilometer von der Inneren Stadt entfernt, der Fußweg zur Piața Victoriei dauert etwa 15 Minuten.
Neben diesem Bahnhof existieren im Stadtgebiet noch die Stationen Timișoara Est im Stadtteil Fabric, Timișoara Sud im Stadtteil Fratelia und Timișoara Vest im Stadtteil Freidorf. An der südlichen Stadtgrenze außerdem noch der Haltepunkt Timișoara C.E.T. beim gleichnamigen Kraftwerk. Im Norden ist der große Rangierbahnhof Ronaț Triaj in Betrieb, in dessen Bereich sich die drei Stationen Ronaț Triaj Cabina 1 h., Ronaț Triaj h. und Ronaț Triaj Gr. D befinden. Früher bestand außerdem noch ein Haltepunkt im Jagdwald, der nach der dortigen Forstschule ursprünglich Vadászerdői szakiskola und später Timișoara Școala Silvică hieß.

## Name
Bahnamtlich hieß der Bahnhof ursprünglich – zu österreichischer Zeit – Temeswar, bevor er in Folge des Österreichisch-Ungarischen Ausgleichs von 1867 die ungarische Bezeichnung Temesvár erhielt. Als die Stadt 1876 im heutigen Stadtteil Fabric eine zweite Bahnstation bekam, nannte man die erste fortan Temesvár-Józsefváros – gemäß dem damaligen ungarischen Namen des Stadtteils Iosefin. Ab der Angliederung des Banats an Rumänien im Jahr 1919 hieß der Bahnhof schließlich vorübergehend Timișoara Domnița Elena (deutsch Timișoara Prinzessin Elena). Namensgebend war hierbei Elena von Griechenland, die Königinmutter von Rumänien. Diese Bezeichnung führte er bis 1947, seither heißt er offiziell Timișoara Nord.
In der Stadt selbst hieß der Bahnhof auf Ungarisch zunächst Józsefvárosi Indóház beziehungsweise Józsefvárosi pályaudvar (deutsch Josefstädter Bahnhof), später auf Rumänisch dementsprechend Gara din Iosefin, Gara Domnița Elena, Gara de Nord (deutsch Nordbahnhof) oder Gara mare (deutsch großer Bahnhof). Letzterer Name dient der Abgrenzung vom Gara mica (deutsch kleiner Bahnhof) im Stadtteil Fabric.

## Geschichte

Pferdekutschen vor dem Bahnhof, um die Jahrhundertwende

Am 15. November 1857 erhielt das damalige Temeswar einen Anschluss an das Eisenbahnnetz der privaten österreichisch-ungarischen Staatseisenbahngesellschaft (StEG). Damals erreichte die neue Strecke von Szeged her über Kikinda und Jimbolia die Hauptstadt des Banats. Der erste Bahnhof war somit ein Endbahnhof.
Schon kurz nach Eröffnung wurde die Station zum Durchgangsbahnhof, als am 20. Juli 1858 die aus westlicher Richtung kommende Strecke über Stamora Moravița bis nach Jasenovo im heutigen Serbien verlängert wurde. Mit der am 6. April 1871 erfolgten Eröffnung der Arader Strecke, die der Arad-Temesvári Vasúttársaság (ATV) gehörte, aber bis zu deren Verstaatlichung im Jahr 1880 von der Tiszavidéki Vasút (TVV) betrieben wurde, entstand schließlich ein Trennungsbahnhof. Ab dem 29. September 1871 bediente schließlich auch die örtliche Pferdebahn in Folge einer Verlängerung den Bahnhof direkt, die am 27. Juli 1899 eröffnete elektrische Straßenbahn fuhr dann schon von Beginn an zum Bahnhof.

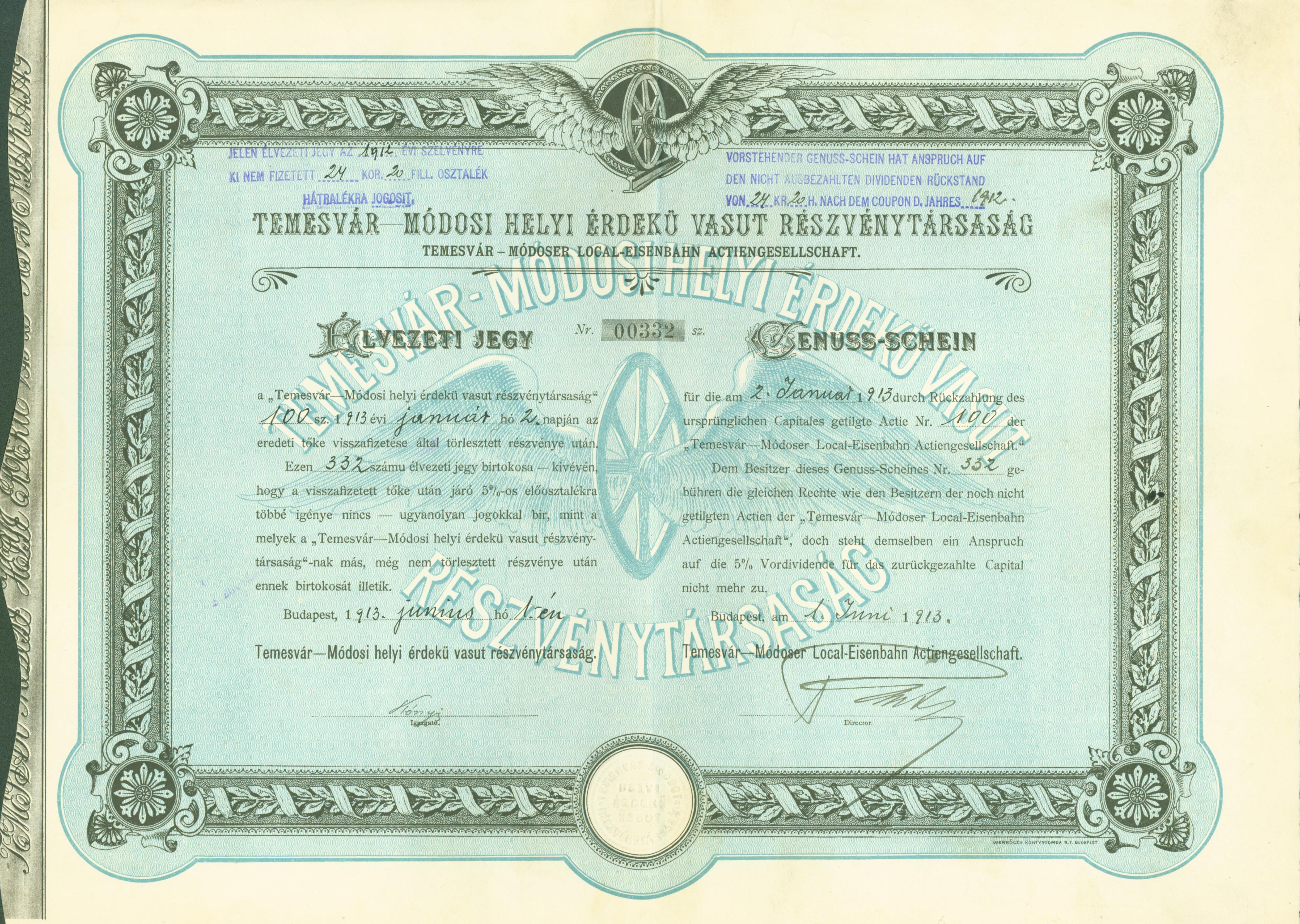
Genussschein der Temesvár-Módoser Local-Eisenbahn AG vom 1. Juni 1913

Durch die Inbetriebnahme der Strecke nach Caransebeș am 23. Oktober 1876 wurde die Stadt dann endgültig zum Eisenbahnknoten. Als 1891 sowohl die StEG als auch die ATV verstaatlicht wurden, übernahm schließlich die ungarische Staatsbahn Magyar Államvasutak (MÁV) vorübergehend den Gesamtbetrieb des Bahnhofs. Sie errichtete schließlich zwischen 1897 und 1899 auch das zweite Empfangsgebäude, welches den ursprünglichen Bau von 1857 ersetzte. Ab 1897 verkehrte dann jedoch wieder eine Privatbahn von Timișoara aus. Hierbei handelte es sich um die am 15. Mai 1896 gegründete Temesvár–Módosi helyi érdekű vasút részvénytársaság, die deutsche Entsprechung lautete Temesvár–Módoser Local-Eisenbahn Actiengesellschaft.
Während des Zweiten Weltkriegs wurde der Bahnhof im Sommer 1944 von den Alliierten stark bombardiert. Der Wiederaufbau fand weitgehend nach den ursprünglichen Plänen statt, wenngleich die Fassade etwas schlichter ausfiel. In den 1970er Jahren wurde das Empfangsgebäude mit seinen Seitentrakten schließlich abgerissen. Seit 1976 prägt der „sozialistische Architekturstil“ den Bahnhof. Als Kunst am Bau befindet sich seit 2019 eine Reminiszenz an das „Sozialistische Bruderland“ Syrien mit dem Mosaik Souvenir de Syrie von Dan Acostioaei aus 50.000 Tessera im Durchgang zur Rumänischen Post.

## Anbindung

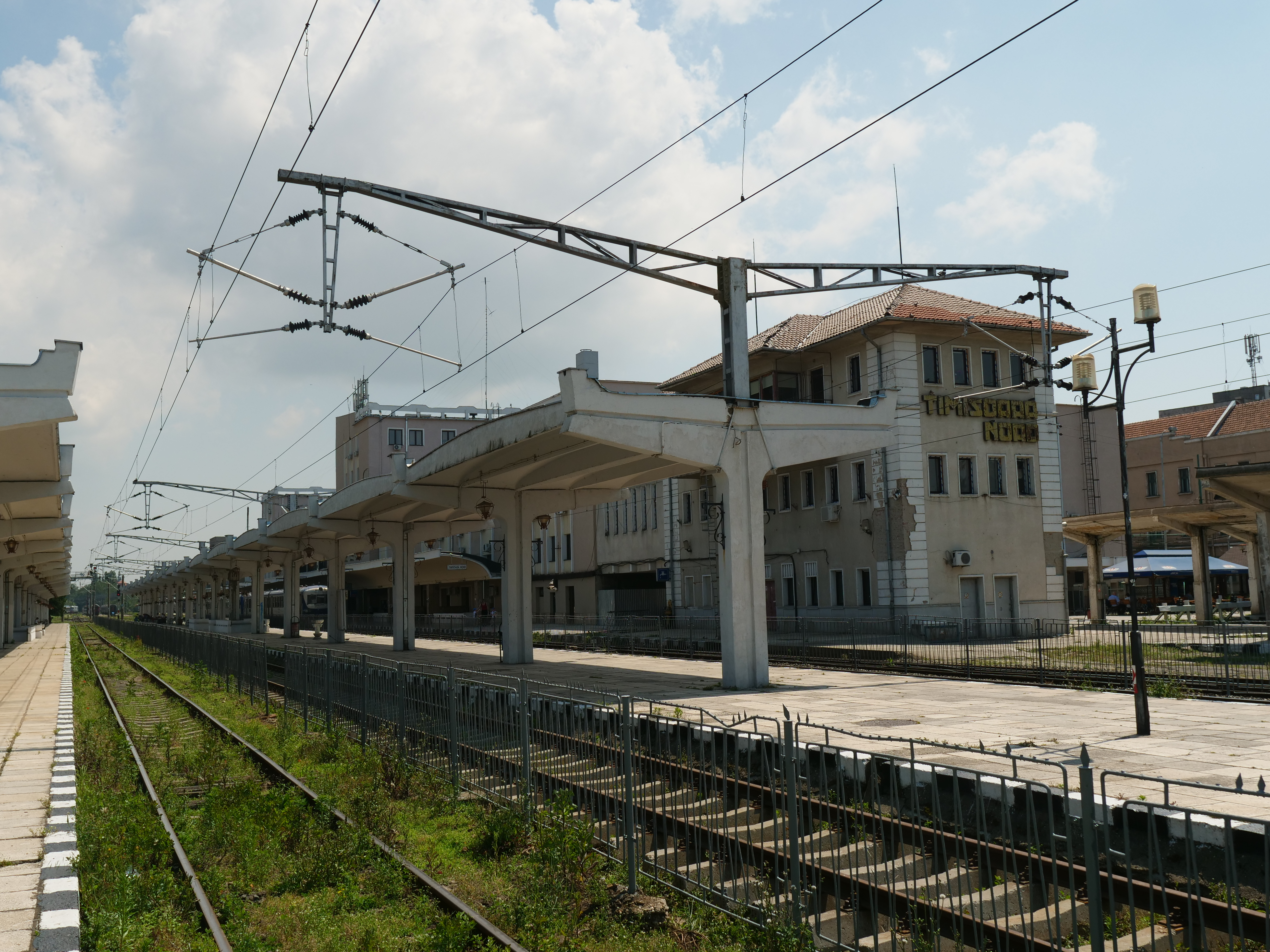
Bahnsteige (2019)

2007 frequentierten täglich circa 50.000 Reisende den Bahnhof, was zu einem Gesamtaufkommen von rund 18 Millionen Reisenden in diesem Jahr führte. Gegenwärtig halten an den sechs Bahnsteigen täglich etwa 150 Züge. Damit ist der Bahnhof Timișoara Nord einer der verkehrsreichsten Bahnhöfe des Landes.
Hier verkehren die Personenzüge der CFR Călători und der Regiotrans sowie im Güterverkehr unter anderem Züge der staatlichen CFR Marfa und der Grup Feroviar Român. Im Schienenpersonenfernverkehr existieren tägliche Verbindungen nach Bukarest, Arad, Brașov, Cluj Napoca, Iași, Oradea, Satu Mare, Sibiu, Sighetu Marmației, Suceava und in viele andere rumänische Städte. Neben dem nationalen dient der Bahnhof auch dem internationalen Verkehr, so bestehen direkte Zugverbindungen nach Belgrad, Budapest und Wien.

## Bahnstrecken

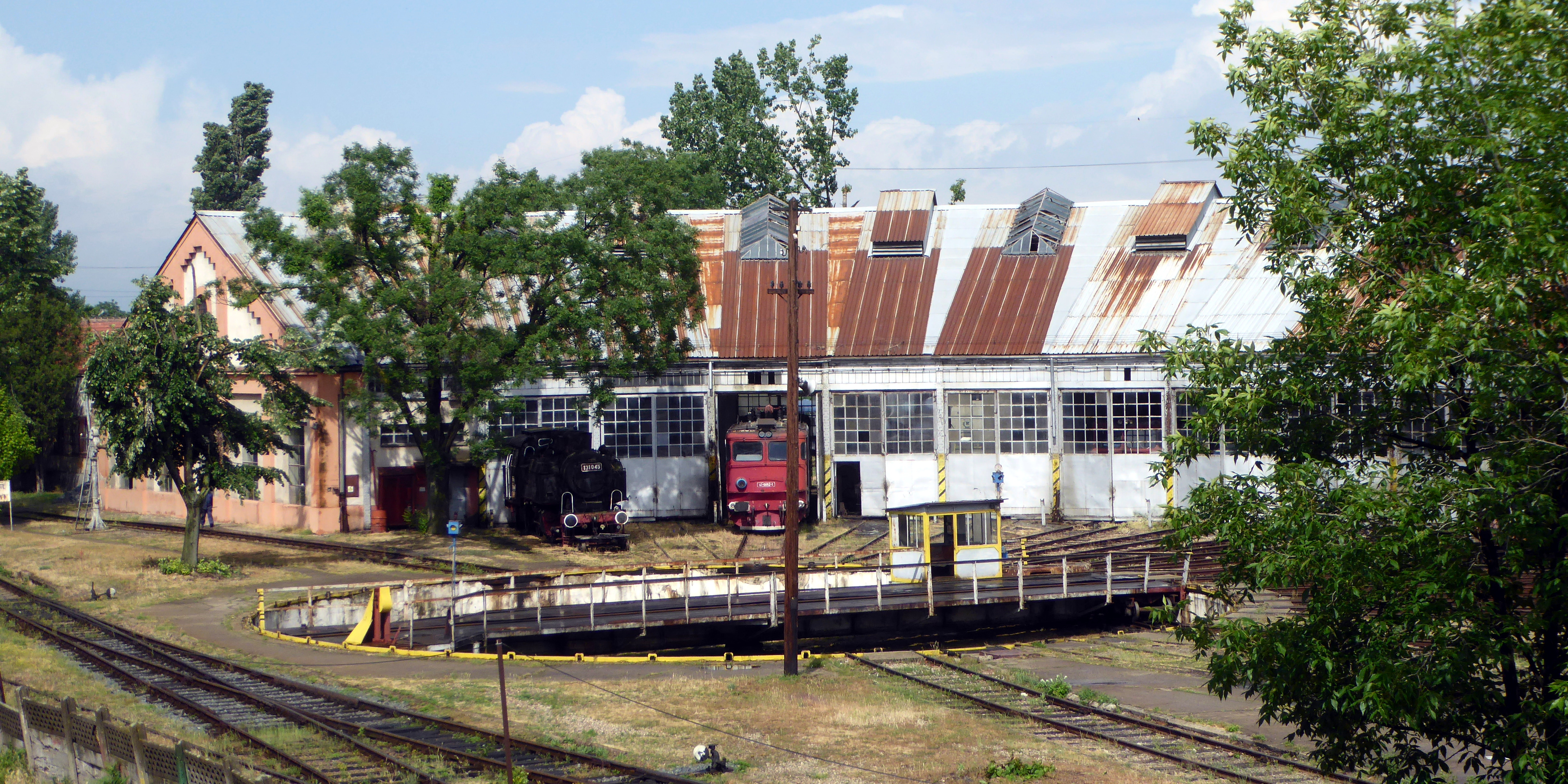
Einer der beiden Ringlokschuppen mit Drehscheibe (2018)

Im Knotenbahnhof Timișoara Nord sind fünf Strecken miteinander verknüpft, die wie folgt eröffnet – und später meist verlängert – wurden:
- 15. November 1857: Szeged–Timișoara Nord (im Abschnitt Szőreg–Kikinda heute stillgelegt)
- 20. Juli 1858: Timișoara Nord–Jasenovo (im Abschnitt Vršac–Jasenovo heute stillgelegt)
- 6. April 1871: Timișoara Nord–Arad
- 23. Oktober 1876: Timișoara Nord–Caransebeș
- 31. Juli 1897: Timișoara Nord–Jaša Tomić (im Abschnitt Cruceni–Jaša Tomić heute stillgelegt)

Westlich des Bahnhofs existieren außerdem zwei Verbindungskurven, die Zügen aus Richtung Osten beziehungsweise Süden eine direkte Fahrt zum Güterbahnhof Ronaț und zurück ermöglichen, ohne im Nordbahnhof die Fahrtrichtung wechseln zu müssen. In den Vorstadtbahnhöfen zweigen schließlich drei weitere Strecken ab, die meist ebenfalls dem Bahnknoten Timișoara zugerechnet werden:
- Ronaț Triaj Gr. D: nach Sânnicolau Mare, eröffnet am 25. September 1895
- Timișoara Sud: nach Buziaș, eröffnet am 18. November 1896
- Timișoara Est: nach Radna, eröffnet am 29. Mai 1897